# 80100 (album)
80100 è il primo album in studio del cantautore italiano Francesco De Rosa, pubblicato il 29 giugno 2022, con testi in lingua napoletana e distribuito dalla Zeus Record.

## Tracce
1. Genio 'e te vedè - (F. De Rosa - M. D'Addato - F. De Rosa)
2. AnyUè - (F. De Rosa - M. D'Addato - F. De Rosa)
3. Malamente (feat. Peppoh) - (F. De Rosa - G. Sica - M. D'Addato - F. De Rosa)
4. Terè - (Francesco De Rosa)
5. Staje fore - (F. De Rosa - M. D'Addato - F. De Rosa)
6. Tengo tutte cose - (Francesco De Rosa)
7. Drink - (F. De Rosa - M. D'Addato - F. De Rosa)
8. Vasame e dimme - (F. De Rosa - M. D'Addato - F. De Rosa)
9. Nun voglio penzà - (F. De Rosa - M. D'Addato - F. De Rosa)
10. Pare sempe dummeneca - (F. De Rosa - M. D'Addato - F. De Rosa)
11. Pulecenella - (bonus track) (F. De Rosa - M. D'Addato - F. De Rosa)